# Hemne
Hemne es un municipio de la provincia de Trøndelag, en Noruega. La capital municipal es el pueblo de Kyrksæterøra. Otros pueblos en el municipio son Heim, Hellandsjøen, Holla y Vinjeøra.
A 1 de enero de 2015 tiene 4254 habitantes.
El topónimo, que en nórdico antiguo era Hefn, deriva de la palabra hǫfn ("puerto") y posiblemente hace referencia al puerto de Hemnskjela, ya que el nombre originalmente hacía referencia al fiordo Hemnfjorden. El municipio se denominaba Hevne hasta 1918. Fue creado en 1838 como formannskapsdistrikt. En 1911 se separó de Hemne el municipio de Heim y en 1924 los de Snillfjord y Vinje. En 1964 volvieron a integrarse en Hemne el municipio de Vinje y parte del de Heim. En 2008 incorporó una pequeña parte del término de Rindal.
Se halla en una zona costera 50 km al oeste de Trondheim. Por su término pasa la carretera E39 que une Trondheim con Kristiansand pasando por la costa occidental del país.